# Karl-Henrik Wikström
Karl-Henrik Wikström, född 5 oktober 1913 i Jörn, Västerbottens län, död 28 augusti 1999 i Skellefteå, var en svensk tidningsman. 
Wikström avlade studentexamen 1932 och var ansvarig utgivare på Norra Västerbotten i Skellefteå 1935–1978. Han tog över efter sin far Anton Wikström efter dennes död. Fadern hade varit med och startat tidningen 1910. Från 1953 var Karl-Henrik Wikström även chefredaktör.